# Andronico Laparda
Andronico Laparda (in greco Ἀνδρόνικος Λαπαρδάς?; fl. XII secolo) era un generale bizantino del tardo periodo comneno.
È attestato per la prima volta come partecipante a un sinodo del 2 marzo 1166, tenutosi nel palazzo imperiale e presieduto dall'imperatore Manuele I Comneno (regno 1143-1180) in persona. È elencato al 15º posto tra i parenti imperiali, con l'alto titolo di sebastos e con le cariche di corte di oikeios vestiarites e chartularius. Nel luglio 1167, guidò la divisione destra dell'esercito bizantino nella battaglia di Sirmio, una vittoria decisiva sul Regno d'Ungheria che assicurò a Bisanzio il controllo dei Balcani occidentali. Nel 1176, partecipò alla disastrosa campagna contro il Sultanato di Rum, conclusasi con la Battaglia di Miriocefalo.
Nel 1182, il re Béla III d'Ungheria attaccò le fortezze bizantine di Belgrado e Braničevo. La guerra continuò nel 1183, quando i serbi si allearono con gli ungheresi. Le armate bizantine di confine erano sotto il comando di due esperti condottieri: Alessio Brana e Andronico Laparda. La notizia che Andronico I Comneno aveva preso il potere a Costantinopoli divise i due comandanti, che si ritirarono verso le Porte di Traiano.
Una volta insediatosi, Andronico I inviò Andronico Laparda con una grande armata contro Giovanni Comneno Vataze, nipote del defunto Manuele I Comneno, che aveva sollevato una rivolta nell'Anatolia occidentale. Vatatze, che si era gravemente ammalato, si scontrò con l'esercito di Laparda nei pressi di Filadelfia. Le truppe di Vatatze vinsero e quelle di Laparda, in rotta, furono inseguite per un po'. Tuttavia, pochi giorni dopo, il 16 maggio 1182, Vatatze morì. Senza la sua guida, la ribellione si sfaldò rapidamente.
Laparda cadde rapidamente in disgrazia presso Andronico I, che lo fece imprigionare, accecare e confinare nel monastero di Pantepoptes a Costantinopoli. Morì lì poco dopo.
Da una composizione poetica di Teodoro Balsamone, si sa che Laparda sposò una Teodora Comnena. Gli studiosi più antichi l'hanno identificata come la sorella di Manuele, che è noto aver sposato Manuele Anema. Sulla base della posizione di Laparda tra i parenti imperiali nel 1166, lo studioso Lucien Stiernon ha suggerito di identificare la moglie di Laparda come una nipote di Teodora e Manuele Anema. Probabilmente la coppia non ebbe figli.